# Kediat Idjil
Kediat Idjil är ett berg i regionen Tiris Zemmour i det nordvästafrikanska landet Mauretanien, med staden Zouérat på sin östra sida och F'Dérik på den västra. Berget är med sina 915 meter landets högsta.
Hela berget består av magnetit, vilket ger det dess blå färg. Magnetfältet gör att man inte kan använda kompass vid berget.